# Nikomedes IV.
Nikomedes IV. Philopator (altgriechisch Νικομήδης Φιλοπάτωρ Nikomḗdēs Philopátōr; † 74 v. Chr.) war König von Bithynien von ca. 94 bis 75/74 v. Chr.
Nikomedes war Sohn des bithynischen Königs Nikomedes III., dem er 94 v. Chr. nachfolgte. Nikomedes wurde schon bald nach seinem Regierungsantritt von seinem Halbbruder Sokrates Chrestos vertrieben, der die Unterstützung Mithridates’ VI. von Pontos genoss. Er floh nach Rom und wurde 92 v. Chr. nach einer römischen Intervention wieder in Bithynien als König eingesetzt, wobei Sokrates Chrestos getötet wurde. 88 v. Chr. fiel er, vom römischen Gesandten Manius Aquilius (der damit seine Kompetenzen überschritt) dazu ermutigt, in Pontos ein. Seine Truppen wurden aber vollständig besiegt und zu Beginn des Ersten Mithridatischen Krieges wurde er wieder aus seinem Land vertrieben. Er floh zunächst in die römische Provinz Asia, später nach Italien. 84 v. Chr. wurde er wieder als König eingesetzt. Nikomedes starb 75/74 v. Chr. und vermachte sein Reich testamentarisch den Römern. Dies lieferte Mithridates VI. den Anlass für den Beginn des Dritten Mithridatischen Krieges.
Caesar wurde in der Propaganda seiner Gegner vorgeworfen, eine homosexuelle Beziehung zu Nikomedes gehabt zu haben, den er persönlich kannte. Ob es diese Beziehung tatsächlich gab, ist nicht gesichert. Es ist jedoch überliefert, dass Caesars Soldaten beim Triumphzug seine Gegner und ihren Vorwurf der Homosexualität verspotteten.